# Davor Škerjanc
Davor Škerjanc (Postumia, 7 gennaio 1986) è un ex calciatore sloveno, di ruolo centrocampista.

## Carriera

### Club
Ha giocato nella massima serie dei campionati sloveno e serbo.

### Nazionale
Ha giocato nelle nazionali giovanili slovene Under-20 ed Under-21.